# Parafia bł. Michała Kozala w Kaliszu
Parafia Błogosławionego Michała Kozala w Kaliszu – rzymskokatolicka  parafia w dekanacie Kalisz I. Erygowana w 1989 roku przez księdza arcybiskupa Henryka Muszyńskiego. Mieści się przy ulicy Chocimskiej.